# Lietuvos futbolo varžybos 1990
L'edizione 1990 della Lietuvos lyga fu un campionato ibrido, tanto da poter essere considerato contemporaneamente il primo della Lituania dal ritorno all'indipendenza o l'ultimo sotto il dominio sovietico; infatti la Lituania si dichiarò indipendente dal 1990, ma tale atto fu internazionalmente riconosciuto solo l'anno successivo; il campionato vide la vittoria finale del Sirijus Klaipėda, al suo 1º titolo.

## Formula
Le migliori squadre lituane, cioè tutte quelle che militavano nei campionati nazionali (ad eccezione dell'Atlantas, rinunciatario) e sei della vecchia Aukščiausioji lyga, disputarono la Baltic League 1990, le altre il campionato locale, cioè la tradizionale Aukščiausioji lyga.
Le prime 4 squadre lituane in Baltic League disputarono i play-off (ad eliminazione diretta con gare di andata e ritorno) con le prime quattro dell'Aukščiausioji lyga: il vincitore era dichiarato campione lituano.

## Prima fase

### Classifica finale - Lituania - Aukščiausioji lyga
|  | Pos. | Squadra                  | Pt | G  | V  | N  | P  | GF | GS | DR  |
|  | ---- | ------------------------ | -- | -- | -- | -- | -- | -- | -- | --- |
|  | 1.   | Panerys Vilnius          | 46 | 30 | 20 | 6  | 4  | 48 | 18 | +30 |
|  | 2.   | Granitas Klaipėda        | 46 | 32 | 20 | 6  | 4  | 57 | 16 | +41 |
|  | 3.   | Sirijietis Klaipėda      | 37 | 30 | 14 | 9  | 7  | 38 | 27 | +11 |
|  | 4.   | Elektronas Tauragė       | 36 | 32 | 15 | 6  | 9  | 35 | 29 | +6  |
|  | 5.   | Vienybė Ukmergė          | 36 | 30 | 14 | 8  | 8  | 51 | 32 | +19 |
|  | 6.   | Vilija Kaunas            | 35 | 30 | 14 | 7  | 9  | 64 | 39 | +25 |
|  | 7.   | Atletas Kaunas           | 33 | 30 | 11 | 11 | 8  | 30 | 22 | +8  |
|  | 8.   | Tauras Šiauliai          | 32 | 30 | 13 | 6  | 11 | 53 | 41 | +12 |
|  | 9.   | Viltis Vilnius           | 30 | 30 | 10 | 10 | 10 | 50 | 32 | +18 |
|  | 10.  | Dainava Alytus           | 29 | 30 | 11 | 7  | 12 | 33 | 46 | -13 |
|  | 11.  | Nevėžis                  | 27 | 30 | 10 | 7  | 13 | 40 | 40 | +0  |
|  | 12.  | Geležinis Vilkas Vilnius | 27 | 30 | 10 | 7  | 13 | 39 | 41 | -2  |
|  | 13.  | Politechnika Kaunas      | 22 | 30 | 8  | 6  | 16 | 27 | 56 | -29 |
|  | 14.  | Mastis Telšiai           | 20 | 30 | 5  | 10 | 15 | 28 | 55 | -27 |
|  | 15.  | Sveikata                 | 16 | 30 | 5  | 6  | 19 | 20 | 61 | -41 |
|  | 16.  | Širvinta Vilkaviškis     | 8  | 30 | 2  | 4  | 24 | 19 | 77 | -58 |

#### Verdetti
- Panerys Vilnius, Granitas Klaipėda, Sirijietis Klaipėda e Elektronas Tauragė ai play-off.

### Lega Baltica

#### Verdetti
- Žalgiris Vilnius, Sirijus Klaipeda, Ekranas e Jovaras Mažeikiai ai play-off.

## Fase finale

### Quarti di finale
| Squadra 1           | Totale | Squadra 2         | Andata | Ritorno |
| ------------------- | ------ | ----------------- | ------ | ------- |
| Elektronas Tauragė  | 0 - 9  | Žalgiris          | 0 - 6  | 0 - 3   |
| Panerys Vilnius     | 2 - 1  | Jovaras Mažeikiai | 1 - 0  | 1 - 1   |
| Granitas Klaipėda   | 1 - 3  | Ekranas           | 1 - 1  | 0 - 2   |
| Sirijietis Klaipėda | 2 - 3  | Sirijus Klaipėda  | 0 - 2  | 2 - 1   |

### Semifinali
| Squadra 1       | Totale | Squadra 2        | Andata | Ritorno |
| --------------- | ------ | ---------------- | ------ | ------- |
| Ekranas         | 3 - 0  | Žalgiris         | 2 - 0  | 1 - 0   |
| Panerys Vilnius | 3 - 5  | Sirijus Klaipėda | 2 - 3  | 1 - 2   |

### Spareggio per il terzo posto
Partita giocata a Vilnius.
| Squadra 1 | Risultato | Squadra 2       |
| --------- | --------- | --------------- |
| Žalgiris  | 1 - 0     | Panerys Vilnius |

### Finale
Partita giocata a Pasvalys.
| Squadra 1        | Risultato       | Squadra 2 |
| ---------------- | --------------- | --------- |
| Sirijus Klaipėda | 0 - 0 (3-2 dcr) | Ekranas   |

### Verdetti
- Sirijus Klaipėda Campione di Lituania 1990.